# Ratne (huyện)
Huyện Ratne (tiếng Ukraina: Ратнівський район, chuyển tự: Ratnes’kyi raion) là một huyện của tỉnh Volyn thuộc Ukraina. Huyện Ratne có diện tích 1437 km², dân số theo điều tra dân số ngày 5 tháng 12 năm 2001 là 52555 người với mật độ 37 người/km2. Trung tâm huyện nằm ở Ratne.